# Paul Mariéton
Paul Mariéton, né le 14 octobre 1862 à Lyon (Rhône) et mort le 24 décembre 1911 à Nice (Alpes-Maritimes), est un écrivain français de langue provençale (langue d'oc).

## Biographie
Fils d'un agent de change de Lyon, Paul Mariéton se passionne pour le félibrige. En 1883, il crée, avec des amis érudits de Lyon, « L’École de la soie », une école félibréenne de Lyon. Deux ans plus tard, il fonde la Revue félibréenne [lire en ligne] qu'il dirige jusqu’en 1909. Il est élu Majoral du Félibrige (Cigalo di Jardin) en 1891 alors qu'il en était le Chancelier depuis 1888.
Il devient un confident de Frédéric Mistral et est membre de l'Académie de Vaucluse.
En 1899, Paul Mariéton est responsable des Chorégies d’Orange et selon l'universitaire René Grosso, son engagement jusqu'à sa mort, permet d'« assurer définitivement l'existence de la manifestation ».
Il passe chaque année ses vacances, lorsqu'il est enfant au château de la Bécassinière, à Péronnas dans l'Ain, acheté par son père à Monsieur Arlès-Dufour. La belle bibliothèque qu'il renferme et lui appartenant est, selon ses dernières volontés, expédiée à Orange.

## Iconographie
- Henri-Léon Gréber, 1912 : 
  - Buste de Paul Mariéton, Théâtre antique d'Orange[5].
  - Buste de Paul Mariéton, dans le Jardin des Félibres à Sceaux (Hauts-de-Seine)[5].